# 3622 Ilinsky
3622 Ilinsky eller 1981 SX7 är en asteroid i huvudbältet som upptäcktes den 29 september 1981 av den sovjetisk-ryska astronomen Ljudmila Zjuravljova vid Krims astrofysiska observatorium på Krim. Den är uppkallad efter den sovjetiske skådespelaren och regissören Igor Ilinskij.
Asteroiden har en diameter på ungefär 21 kilometer.